# Liste der denkmalgeschützten Objekte in Osturňa/150–278
Die Liste der denkmalgeschützten Objekte in Osturňa enthält 186 nach slowakischen Denkmalschutzvorschriften geschützten Objekte in der Gemeinde Osturňa im Okres Kežmarok mit Konskriptionsnummern zwischen 150 und 278.

## Denkmäler
| Foto |                 | Denkmal / č. ÚZPF                                              | Standort / Konskr. Nr.                   | Offizielle Beschreibung                          | Beschreibung                                                         | Metadaten                                                                 |
| ---- | --------------- | -------------------------------------------------------------- | ---------------------------------------- | ------------------------------------------------ | -------------------------------------------------------------------- | ------------------------------------------------------------------------- |
| BW   | Datei hochladen | Gebäude in regionaltypischem Baustil(sk) ObjektID: 703-10342/1 | 150 Standort KG: Osturňa Konskr.Nr.:     | zrubový                                          | rustikal                                                             | č. NKP: 703-10342/1 Stand des NKP: 2012-02-08 Name: DOM ĽUDOVÝ            |
|      | Datei hochladen | Scheune und Stall(sk) ObjektID: 703-10342/2                    | 150 KG: Osturňa Konskr.Nr.:              | zrubová; maštaľ,plevník,mlatovisko,ovčí          | rustikal, Tenne, Schafe                                              | č. NKP: 703-10342/2 Stand des NKP: 2012-02-08 Name: STODOLA S MAŠTAĽAMI   |
|      | Datei hochladen | Keller(sk) ObjektID: 703-10342/3                               | 150 KG: Osturňa Konskr.Nr.:              | kameň                                            | steinern                                                             | č. NKP: 703-10342/3 Stand des NKP: 2012-02-08 Name: PIVNICA               |
| BW   | Datei hochladen | Gebäude in regionaltypischem Baustil(sk) ObjektID: 703-10343/1 | 151 Standort KG: Osturňa Konskr.Nr.: 151 | zrubový                                          | rustikal                                                             | č. NKP: 703-10343/1 Stand des NKP: 2012-02-08 Name: DOM ĽUDOVÝ            |
|      | Datei hochladen | Scheune und Stall(sk) ObjektID: 703-10343/2                    | 151 KG: Osturňa Konskr.Nr.: 151          | zrubová+murovaná; bojisko,maštaľ,stranka         | rustikal, Ziegel                                                     | č. NKP: 703-10343/2 Stand des NKP: 2012-02-08 Name: STODOLA S MAŠTAĽOU    |
|      | Datei hochladen | Wirtschaftsgebäude(sk) ObjektID: 703-10343/3                   | 151 KG: Osturňa Konskr.Nr.: 151          | zrubová+murovaná; podšopa,izba                   | rustikal, Ziegel, Schuppen, Zimmer                                   | č. NKP: 703-10343/3 Stand des NKP: 2012-02-08 Name: STAVBA HOSPODÁRSKA    |
|      | Datei hochladen | Wirtschaftsgebäude(sk) ObjektID: 703-10343/4                   | 151 KG: Osturňa Konskr.Nr.: 151          | zrubová; chliev,dielňa,podšopa                   | rustikal, Schuppen, Werkstatt                                        | č. NKP: 703-10343/4 Stand des NKP: 2012-02-08 Name: STAVBA HOSPODÁRSKA    |
| BW   | Datei hochladen | Gebäude in regionaltypischem Baustil(sk) ObjektID: 703-10344/1 | 156 Standort KG: Osturňa Konskr.Nr.: 156 | zrubový                                          | rustikal                                                             | č. NKP: 703-10344/1 Stand des NKP: 2012-02-08 Name: DOM ĽUDOVÝ            |
|      | Datei hochladen | Scheune und Stall(sk) ObjektID: 703-10344/2                    | 156 KG: Osturňa Konskr.Nr.: 156          | zrubová; maštaľ,bojisko,ovčín                    | rustikal, Stall, Schlachterei, Schäferei                             | č. NKP: 703-10344/2 Stand des NKP: 2012-02-08 Name: STODOLA S MAŠTAĽOU    |
|      | Datei hochladen | Wirtschaftsgebäude(sk) ObjektID: 703-10344/3                   | 156 KG: Osturňa Konskr.Nr.: 156          | zrubová+murovaná; podšopa,dreváreň               | rustikal, Ziegel, Holzschuppen                                       | č. NKP: 703-10344/3 Stand des NKP: 2012-02-08 Name: STAVBA HOSPODÁRSKA    |
|      | Datei hochladen | Wirtschaftsgebäude(sk) ObjektID: 703-10344/4                   | 156 KG: Osturňa Konskr.Nr.: 156          | zrubová; podšopa,chlievy                         | rustikal, Schuppen                                                   | č. NKP: 703-10344/4 Stand des NKP: 2012-02-08 Name: STAVBA HOSPODÁRSKA    |
| ja   | Datei hochladen | Gebäude in regionaltypischem Baustil(sk) ObjektID: 703-10345/1 | 157 Standort KG: Osturňa Konskr.Nr.: 157 | zrubový                                          | rustikal                                                             | č. NKP: 703-10345/1 Stand des NKP: 2012-02-08 Name: DOM ĽUDOVÝ            |
|      | Datei hochladen | Scheune und Stall(sk) ObjektID: 703-10345/2                    | 157 KG: Osturňa Konskr.Nr.: 157          | zrubová; ovčín,bojisko,maštaľ,záčiny             | rustikal, Schäferei, Schlachterei, Stall                             | č. NKP: 703-10345/2 Stand des NKP: 2012-02-08 Name: STODOLA S MAŠTAĽOU    |
|      | Datei hochladen | Wirtschaftsgebäude(sk) ObjektID: 703-10345/3                   | 157 KG: Osturňa Konskr.Nr.: 157          | zrubová,rámová; šopy,chlievy,dreváreň            | rustikal, Rahmen, Holzschuppen                                       | č. NKP: 703-10345/3 Stand des NKP: 2012-02-08 Name: STAVBA HOSPODÁRSKA    |
|      | Datei hochladen | Keller(sk) ObjektID: 703-10345/4                               | 157 KG: Osturňa Konskr.Nr.: 157          | kameň                                            | Stein                                                                | č. NKP: 703-10345/4 Stand des NKP: 2012-02-08 Name: PIVNICA               |
| BW   | Datei hochladen | Gebäude in regionaltypischem Baustil(sk) ObjektID: 703-10346/1 | 158 Standort KG: Osturňa Konskr.Nr.: 158 | zrubový                                          | rustikal                                                             | č. NKP: 703-10346/1 Stand des NKP: 2012-02-08 Name: DOM ĽUDOVÝ            |
|      | Datei hochladen | Scheune und Stall(sk) ObjektID: 703-10346/2                    | 158 KG: Osturňa Konskr.Nr.: 158          | zrubová+murovaná; maštale,bojisko,ovčín,záčin    | rustikal, Ziegel, Stall, Schlachterei, Schäferei                     | č. NKP: 703-10346/2 Stand des NKP: 2012-02-08 Name: STODOLA S MAŠTAĽOU    |
|      | Datei hochladen | Wirtschaftsgebäude(sk) ObjektID: 703-10346/3                   | 158 KG: Osturňa Konskr.Nr.: 158          | zrubová,rámová; chliev a šopa                    | rustikal, Rahmenbau, Scheune und Schuppen                            | č. NKP: 703-10346/3 Stand des NKP: 2012-02-08 Name: STAVBA HOSPODÁRSKA    |
|      | Datei hochladen | Keller(sk) ObjektID: 703-10346/4                               | 158 KG: Osturňa Konskr.Nr.: 158          | kameň                                            | Stein                                                                | č. NKP: 703-10346/4 Stand des NKP: 2012-02-08 Name: PIVNICA               |
| BW   | Datei hochladen | Gebäude in regionaltypischem Baustil(sk) ObjektID: 703-10347/1 | 170 Standort KG: Osturňa Konskr.Nr.: 170 | zrubový                                          | rustikal                                                             | č. NKP: 703-10347/1 Stand des NKP: 2012-02-08 Name: DOM ĽUDOVÝ            |
|      | Datei hochladen | Scheune und Stall(sk) ObjektID: 703-10347/2                    | 170 KG: Osturňa Konskr.Nr.: 170          | zrubová; maštale,plevníky,bojisko                | rustikal                                                             | č. NKP: 703-10347/2 Stand des NKP: 2012-02-08 Name: STODOLA S MAŠTAĽOU    |
|      | Datei hochladen | Wirtschaftsgebäude(sk) ObjektID: 703-10347/3                   | 170 KG: Osturňa Konskr.Nr.: 170          | zrubová; chlievy,podšopa                         | rustikal, Schuppen                                                   | č. NKP: 703-10347/3 Stand des NKP: 2012-02-08 Name: STAVBA HOSPODÁRSKA    |
|      | Datei hochladen | Wirtschaftsgebäude(sk) ObjektID: 703-10347/4                   | 170 KG: Osturňa Konskr.Nr.: 170          | zrubová; podšopa                                 | rustikal, Schuppen                                                   | č. NKP: 703-10347/4 Stand des NKP: 2012-02-08 Name: STAVBA HOSPODÁRSKA    |
| BW   | Datei hochladen | Gebäude in regionaltypischem Baustil(sk) ObjektID: 703-4201/1  | 174 Standort KG: Osturňa Konskr.Nr.: 174 | zrubový                                          | rustikal                                                             | č. NKP: 703-4201/1 Stand des NKP: 2012-02-08 Name: DOM ĽUDOVÝ             |
|      | Datei hochladen | Scheune und Stall(sk) ObjektID: 703-4201/2                     | 174 KG: Osturňa Konskr.Nr.: 174          | zrubová,rámová; maštaľ,plevník,mlatovisko,ovčí   | rustikal, Rahmenbau, Stall, Tenne, ?, Schäferei                      | č. NKP: 703-4201/2 Stand des NKP: 2012-02-08 Name: STODOLA S MAŠTAĽOU     |
|      | Datei hochladen | Wirtschaftsgebäude(sk) ObjektID: 703-4201/3                    | 174 KG: Osturňa Konskr.Nr.: 174          | zrubová; chliev                                  | rustikal, Scheune                                                    | č. NKP: 703-4201/3 Stand des NKP: 2012-02-08 Name: STAVBA HOSPODÁRSKA     |
|      | Datei hochladen | Wirtschaftsgebäude(sk) ObjektID: 703-4201/4                    | 174 KG: Osturňa Konskr.Nr.: 174          | zrubová; sklad,šopa,chliev                       | rustikal, Lager, Schuppen, Scheune                                   | č. NKP: 703-4201/4 Stand des NKP: 2012-02-08 Name: STAVBA HOSPODÁRSKA     |
| BW   | Datei hochladen | Gebäude in regionaltypischem Baustil(sk) ObjektID: 703-4200/1  | 175 Standort KG: Osturňa Konskr.Nr.: 175 | zrubový                                          | rustikal                                                             | č. NKP: 703-4200/1 Stand des NKP: 2012-02-08 Name: DOM ĽUDOVÝ             |
|      | Datei hochladen | Scheune und Stall(sk) ObjektID: 703-4200/2                     | 175 KG: Osturňa Konskr.Nr.: 175          | zrubová; maštaľ,plevník,mlatovisko,záči          | rustikal                                                             | č. NKP: 703-4200/2 Stand des NKP: 2012-02-08 Name: STODOLA S MAŠTAĽOU     |
|      | Datei hochladen | Wirtschaftsgebäude(sk) ObjektID: 703-4200/3                    | 175 KG: Osturňa Konskr.Nr.: 175          | zrubová; šopa,chlievy,ovčín                      | rustikal, Schuppen, Scheune, Schäferei                               | č. NKP: 703-4200/3 Stand des NKP: 2012-02-08 Name: STAVBA HOSPODÁRSKA     |
|      | Datei hochladen | Keller(sk) ObjektID: 703-4200/4                                | 175 KG: Osturňa Konskr.Nr.: 175          | kamenná                                          | steinern                                                             | č. NKP: 703-4200/4 Stand des NKP: 2012-02-08 Name: PIVNICA                |
|      | Datei hochladen | Keller(sk) ObjektID: 703-4200/5                                | 175 KG: Osturňa Konskr.Nr.: 175          | kamenná                                          | steinern                                                             | č. NKP: 703-4200/5 Stand des NKP: 2012-02-08 Name: PIVNICA                |
| BW   | Datei hochladen | Gebäude in regionaltypischem Baustil(sk) ObjektID: 703-4199/1  | 177 Standort KG: Osturňa Konskr.Nr.: 177 | zrubový                                          | rustikal                                                             | č. NKP: 703-4199/1 Stand des NKP: 2012-02-08 Name: DOM ĽUDOVÝ             |
|      | Datei hochladen | Scheune und Stall(sk) ObjektID: 703-4199/2                     | 177 KG: Osturňa Konskr.Nr.: 177          | zrubová; vozárne,maštaľ,sklad                    | rustikal, Remise, Stall, Lager                                       | č. NKP: 703-4199/2 Stand des NKP: 2012-02-08 Name: STODOLA S MAŠTAĽOU     |
|      | Datei hochladen | Wirtschaftsgebäude(sk) ObjektID: 703-4199/3                    | 177 KG: Osturňa Konskr.Nr.: 177          | zrubová; chlievy,podšopy                         | rustikal, Schuppen                                                   | č. NKP: 703-4199/3 Stand des NKP: 2012-02-08 Name: STAVBA HOSPODÁRSKA     |
|      | Datei hochladen | Schäferschuppen(sk) ObjektID: 703-4199/4                       | 177 KG: Osturňa Konskr.Nr.: 177          | rámová,zrubová; šopa,ovčín,sklad,dreváreň        | Rahmenbau, rustikal,Schuppen, Lager, Remise                          | č. NKP: 703-4199/4 Stand des NKP: 2012-02-08 Name: ŠOPA S OVČÍNOM         |
| BW   | Datei hochladen | Gebäude in regionaltypischem Baustil(sk) ObjektID: 703-4198/1  | 178 Standort KG: Osturňa Konskr.Nr.: 178 | zrubový                                          | rustikal                                                             | č. NKP: 703-4198/1 Stand des NKP: 2012-02-08 Name: DOM ĽUDOVÝ             |
|      | Datei hochladen | Scheune und Stall(sk) ObjektID: 703-4198/2                     | 178 KG: Osturňa Konskr.Nr.: 178          | zrubová,kamenná; maštaľ,mlatovisko,záčin,plevní  | rustikal, steinern                                                   | č. NKP: 703-4198/2 Stand des NKP: 2012-02-08 Name: STODOLA S MAŠTAĽOU     |
|      | Datei hochladen | Wirtschaftsgebäude I(sk) ObjektID: 703-4198/3                  | 178 KG: Osturňa Konskr.Nr.: 178          | zrubová; chliev,voziareň                         | rustikal, Schuppen, Remise                                           | č. NKP: 703-4198/3 Stand des NKP: 2012-02-08 Name: STAVBA HOSPODÁRSKA I.  |
|      | Datei hochladen | Wirtschaftsgebäude II(sk) ObjektID: 703-4198/4                 | 178 KG: Osturňa Konskr.Nr.: 178          | zrubová,kamenná; šopa,ovčín                      | rustikal, steinern, Schuppen, Schäferei                              | č. NKP: 703-4198/4 Stand des NKP: 2012-02-08 Name: STAVBA HOSPODÁRSKA II. |
| BW   | Datei hochladen | Gebäude in regionaltypischem Baustil(sk) ObjektID: 703-4197/1  | 179 Standort KG: Osturňa Konskr.Nr.: 179 | zrubový                                          | rustikal                                                             | č. NKP: 703-4197/1 Stand des NKP: 2012-02-08 Name: DOM ĽUDOVÝ             |
|      | Datei hochladen | Scheune und Stall(sk) ObjektID: 703-4197/2                     | 179 KG: Osturňa Konskr.Nr.: 179          | zrubová; maštaľ,plevník,mlatovisko,záči          | rustikal                                                             | č. NKP: 703-4197/2 Stand des NKP: 2012-02-08 Name: STODOLA S MAŠTAĽOU     |
|      | Datei hochladen | SENNÍK ObjektID: 703-4197/3                                    | 179 KG: Osturňa Konskr.Nr.: 179          | zrubový; senník                                  | rustikal                                                             | č. NKP: 703-4197/3 Stand des NKP: 2012-02-08 Name: SENNÍK                 |
|      | Datei hochladen | Wirtschaftsgebäude(sk) ObjektID: 703-4197/4                    | 179 KG: Osturňa Konskr.Nr.: 179          | zrubová,rámová; šopa,chliev,chliev,šopa          | rustikal, Schuppen, Scheune                                          | č. NKP: 703-4197/4 Stand des NKP: 2012-02-08 Name: STAVBA HOSPODÁRSKA     |
| BW   | Datei hochladen | Gebäude in regionaltypischem Baustil(sk) ObjektID: 703-4196/0  | 180 Standort KG: Osturňa Konskr.Nr.: 180 | zrubový                                          | rustikal                                                             | č. NKP: 703-4196/0 Stand des NKP: 2012-02-08 Name: DOM ĽUDOVÝ             |
| BW   | Datei hochladen | Gebäude in regionaltypischem Baustil(sk) ObjektID: 703-10349/1 | 181 Standort KG: Osturňa Konskr.Nr.: 181 | zrubový                                          | rustikal                                                             | č. NKP: 703-10349/1 Stand des NKP: 2012-02-08 Name: DOM ĽUDOVÝ            |
|      | Datei hochladen | Scheune und Stall(sk) ObjektID: 703-10349/2                    | 181 KG: Osturňa Konskr.Nr.: 181          | zrubová,rámová; maštaľ,mlatovisko,plevník,sklad  | rustikal                                                             | č. NKP: 703-10349/2 Stand des NKP: 2012-02-08 Name: STODOLA S MAŠTAĽOU    |
|      | Datei hochladen | Wirtschaftsgebäude I(sk) ObjektID: 703-10349/3                 | 181 KG: Osturňa Konskr.Nr.: 181          | zrubová; letná kuchyňa,šopa,ovčín                | rustikal, Sommerküche, Schuppen, Schäferei                           | č. NKP: 703-10349/3 Stand des NKP: 2012-02-08 Name: STAVBA HOSPODÁRSKA I  |
|      | Datei hochladen | Wirtschaftsgebäude II(sk) ObjektID: 703-10349/4                | 181 KG: Osturňa Konskr.Nr.: 181          | zrubová; chliev,kurín,dielňa,prejazd             | rustikal, Hühnerstall, Werkstatt, Durchfahrt                         | č. NKP: 703-10349/4 Stand des NKP: 2012-02-08 Name: STAVBA HOSPODÁRSKA II |
|      | Datei hochladen | Ziehbrunnen(sk) ObjektID: 703-10349/5                          | 181 KG: Osturňa Konskr.Nr.: 181          | kamenná; studňa                                  | steinern                                                             | č. NKP: 703-10349/5 Stand des NKP: 2012-02-08 Name: STUDŇA RUMPÁLOVÁ      |
| BW   | Datei hochladen | Gebäude in regionaltypischem Baustil(sk) ObjektID: 703-4194/1  | 193 Standort KG: Osturňa Konskr.Nr.: 193 | zrubový                                          | rustikal                                                             | č. NKP: 703-4194/1 Stand des NKP: 2012-02-08 Name: DOM ĽUDOVÝ             |
|      | Datei hochladen | Scheune und Stall(sk) ObjektID: 703-4194/2                     | 193 KG: Osturňa Konskr.Nr.: 193          | zrubová,rámová; maštaľ,záčin,mlatovisko,ovčín    | rustikal                                                             | č. NKP: 703-4194/2 Stand des NKP: 2012-02-08 Name: STODOLA S MAŠTAĽOU     |
|      | Datei hochladen | Wirtschaftsgebäude(sk) ObjektID: 703-4194/3                    | 193 KG: Osturňa Konskr.Nr.: 193          | zrubová; sklad,dielňa                            | rustikal, Lager, Werkstatt                                           | č. NKP: 703-4194/3 Stand des NKP: 2012-02-08 Name: STAVBA HOSPODÁRSKA     |
| BW   | Datei hochladen | Gebäude in regionaltypischem Baustil(sk) ObjektID: 703-4193/1  | 194 Standort KG: Osturňa Konskr.Nr.: 194 | zrubový                                          | rustikal                                                             | č. NKP: 703-4193/1 Stand des NKP: 2012-02-08 Name: DOM ĽUDOVÝ             |
|      | Datei hochladen | Scheune und Stall(sk) ObjektID: 703-4193/2                     | 194 KG: Osturňa Konskr.Nr.: 194          | zrubová,murovaná; stodola,maštaľ,mlatovisko,ovčí | rustikal                                                             | č. NKP: 703-4193/2 Stand des NKP: 2012-02-08 Name: STODOLA S MAŠTAĽOU     |
|      | Datei hochladen | Wirtschaftsgebäude I(sk) ObjektID: 703-4193/3                  | 194 KG: Osturňa Konskr.Nr.: 194          | zrubová,rámová; sklad,izbička,voziareň           | rustikal, Rahmen, Lager, ?, Remise                                   | č. NKP: 703-4193/3 Stand des NKP: 2012-02-08 Name: STAVBA HOSPODÁRSKA I.  |
|      | Datei hochladen | Wirtschaftsgebäude II(sk) ObjektID: 703-4193/4                 | 194 KG: Osturňa Konskr.Nr.: 194          | zrubová; podšopa                                 | rustikal, Schuppen                                                   | č. NKP: 703-4193/4 Stand des NKP: 2012-02-08 Name: STAVBA HOSPODÁRSKA II. |
| BW   | Datei hochladen | Gebäude in regionaltypischem Baustil(sk) ObjektID: 703-4192/0  | 197 Standort KG: Osturňa Konskr.Nr.: 197 | zrubový                                          | rustikal                                                             | č. NKP: 703-4192/0 Stand des NKP: 2012-02-08 Name: DOM ĽUDOVÝ             |
| BW   | Datei hochladen | Gebäude in regionaltypischem Baustil(sk) ObjektID: 703-4191/1  | 198 Standort KG: Osturňa Konskr.Nr.: 198 | zrubový                                          | rustikal                                                             | č. NKP: 703-4191/1 Stand des NKP: 2012-02-08 Name: DOM ĽUDOVÝ             |
|      | Datei hochladen | Scheune und Stall(sk) ObjektID: 703-4191/2                     | 198 KG: Osturňa Konskr.Nr.: 198          | zrubová; stodola,mlatovisko,maštaľ               | rustikal                                                             | č. NKP: 703-4191/2 Stand des NKP: 2012-02-08 Name: STODOLA S MAŠTAĽOU     |
|      | Datei hochladen | Wirtschaftsgebäude(sk) ObjektID: 703-4191/3                    | 198 KG: Osturňa Konskr.Nr.: 198          | zrubová; chliev,šopa,ovčín,dielňa,sklad          | rustikal, Scheune, Schuppen, Schäferei, Werkstatt, Lager             | č. NKP: 703-4191/3 Stand des NKP: 2012-02-08 Name: STAVBA HOSPODÁRSKA     |
| BW   | Datei hochladen | Gebäude in regionaltypischem Baustil(sk) ObjektID: 703-10350/1 | 200 Standort KG: Osturňa Konskr.Nr.: 200 | zrubový                                          | rustikal                                                             | č. NKP: 703-10350/1 Stand des NKP: 2012-02-08 Name: DOM ĽUDOVÝ            |
|      | Datei hochladen | Scheune und Stall(sk) ObjektID: 703-10350/2                    | 200 KG: Osturňa Konskr.Nr.: 200          | zrubová; maštaľ,mlatovisko,záčin                 | rustikal                                                             | č. NKP: 703-10350/2 Stand des NKP: 2012-02-08 Name: STODOLA S MAŠTAĽOU    |
|      | Datei hochladen | Wirtschaftsgebäude(sk) ObjektID: 703-10350/3                   | 200 KG: Osturňa Konskr.Nr.: 200          | zrubová; chliev,šopa,sklad,dreváreň              | rustikal, Scheune, Schuppen, Lager, Holzschuppen                     | č. NKP: 703-10350/3 Stand des NKP: 2012-02-08 Name: STAVBA HOSPODÁRSKA    |
| BW   | Datei hochladen | Gebäude in regionaltypischem Baustil(sk) ObjektID: 703-10351/1 | 202 Standort KG: Osturňa Konskr.Nr.:     | zrubový                                          | rustikal                                                             | č. NKP: 703-10351/1 Stand des NKP: 2012-02-08 Name: DOM ĽUDOVÝ            |
|      | Datei hochladen | Scheune und Stall(sk) ObjektID: 703-10351/2                    | 202 KG: Osturňa Konskr.Nr.:              | zrubová; bojisko,chliev,maštaľ,podšopa           | rustikal                                                             | č. NKP: 703-10351/2 Stand des NKP: 2012-02-08 Name: STODOLA S MAŠTAĽOU    |
| BW   | Datei hochladen | Gebäude in regionaltypischem Baustil(sk) ObjektID: 703-4190/1  | 203 Standort KG: Osturňa Konskr.Nr.: 203 | zrubový                                          | rustikal                                                             | č. NKP: 703-4190/1 Stand des NKP: 2012-02-08 Name: DOM ĽUDOVÝ             |
|      | Datei hochladen | Scheune und Stall(sk) ObjektID: 703-4190/2                     | 203 KG: Osturňa Konskr.Nr.: 203          | zrubová; mlatovisko,podšopa,přicolok             | rustikal                                                             | č. NKP: 703-4190/2 Stand des NKP: 2012-02-08 Name: STODOLA S MAŠTAĽOU     |
|      | Datei hochladen | Wirtschaftsgebäude(sk) ObjektID: 703-4190/3                    | 203 KG: Osturňa Konskr.Nr.: 203          | zrubová; ovčín,chliev                            | rustikal, Schäferei, Schuppen                                        | č. NKP: 703-4190/3 Stand des NKP: 2012-02-08 Name: STAVBA HOSPODÁRSKA     |
| BW   | Datei hochladen | Gebäude in regionaltypischem Baustil(sk) ObjektID: 703-4189/1  | 206 Standort KG: Osturňa Konskr.Nr.: 206 | zrubový                                          | rustikal                                                             | č. NKP: 703-4189/1 Stand des NKP: 2012-02-08 Name: DOM ĽUDOVÝ             |
|      | Datei hochladen | Scheune und Stall(sk) ObjektID: 703-4189/2                     | 206 KG: Osturňa Konskr.Nr.: 206          | zrubová; maštaľ,mlatovisko,ovčín,záčin           | rustikal                                                             | č. NKP: 703-4189/2 Stand des NKP: 2012-02-08 Name: STODOLA S MAŠTAĽOU     |
| BW   | Datei hochladen | Gebäude in regionaltypischem Baustil(sk) ObjektID: 703-4188/1  | 207 Standort KG: Osturňa Konskr.Nr.: 207 | zrubový                                          | rustikal                                                             | č. NKP: 703-4188/1 Stand des NKP: 2012-02-08 Name: DOM ĽUDOVÝ             |
|      | Datei hochladen | Scheune und Stall(sk) ObjektID: 703-4188/2                     | 207 KG: Osturňa Konskr.Nr.: 207          | zrubová; maštaľ,mlatovisko,plevnik               | rustikal                                                             | č. NKP: 703-4188/2 Stand des NKP: 2012-02-08 Name: STODOLA S MAŠTAĽOU     |
|      | Datei hochladen | Schuppen(sk) ObjektID: 703-4188/3                              | 207 KG: Osturňa Konskr.Nr.: 207          | zrubové; chlievy                                 | rustikal                                                             | č. NKP: 703-4188/3 Stand des NKP: 2012-02-08 Name: CHLIEVY                |
|      | Datei hochladen | Wirtschaftsgebäude(sk) ObjektID: 703-4188/4                    | 207 KG: Osturňa Konskr.Nr.: 207          | zrubová,rámová; šopa,dreváreň,ovčín              | rustikal, Rahmenbau, Schuppen, Remise, Schäferei                     | č. NKP: 703-4188/4 Stand des NKP: 2012-02-08 Name: STAVBA HOSPODÁRSKA     |
|      | Datei hochladen | Schuppen(sk) ObjektID: 703-4188/5                              | 207 KG: Osturňa Konskr.Nr.: 207          | zrubová,rámová; šopa                             | rustikal                                                             | č. NKP: 703-4188/5 Stand des NKP: 2012-02-08 Name: ŠOPA                   |
| BW   | Datei hochladen | Gebäude in regionaltypischem Baustil(sk) ObjektID: 703-4187/1  | 208 Standort KG: Osturňa Konskr.Nr.: 208 | zrubový+murovaný                                 | rustikal, Ziegel                                                     | č. NKP: 703-4187/1 Stand des NKP: 2012-02-08 Name: DOM ĽUDOVÝ             |
|      | Datei hochladen | Scheune und Stall(sk) ObjektID: 703-4187/2                     | 208 KG: Osturňa Konskr.Nr.: 208          | zrubová; maštaľ,senník,mlatovisko,plevn          | rustikal                                                             | č. NKP: 703-4187/2 Stand des NKP: 2012-02-08 Name: STODOLA S MAŠTAĽOU     |
|      | Datei hochladen | Wirtschaftsgebäude(sk) ObjektID: 703-4187/3                    | 208 KG: Osturňa Konskr.Nr.: 208          | zrubová,rámová; dreváreň,špajza,ovčín,chlievy    | rustikal, Rahmenbau, Holzschuppen, Speisekammer, Schäferei, Schuppen | č. NKP: 703-4187/3 Stand des NKP: 2012-02-08 Name: STAVBA HOSPODÁRSKA     |
|      | Datei hochladen | Remise(sk) ObjektID: 703-4187/4                                | 208 KG: Osturňa Konskr.Nr.: 208          | zrubová,rámová; voziareň                         | rustikal, Rahmen                                                     | č. NKP: 703-4187/4 Stand des NKP: 2012-02-08 Name: VOZÁREŇ                |
|      | Datei hochladen | Schuppen(sk) ObjektID: 703-4187/5                              | 208 KG: Osturňa Konskr.Nr.: 208          | zrubová                                          | rustikal                                                             | č. NKP: 703-4187/5 Stand des NKP: 2012-02-08 Name: ŠOPA                   |
| BW   | Datei hochladen | Gebäude in regionaltypischem Baustil(sk) ObjektID: 703-10352/0 | 211 Standort KG: Osturňa Konskr.Nr.: 211 | zrubový                                          | rustikal                                                             | č. NKP: 703-10352/0 Stand des NKP: 2012-02-08 Name: DOM ĽUDOVÝ            |
| BW   | Datei hochladen | Gebäude in regionaltypischem Baustil(sk) ObjektID: 703-10353/0 | 213 Standort KG: Osturňa Konskr.Nr.: 213 | zrubový                                          | rustikal                                                             | č. NKP: 703-10353/0 Stand des NKP: 2012-02-08 Name: DOM ĽUDOVÝ            |
| BW   | Datei hochladen | Gebäude in regionaltypischem Baustil(sk) ObjektID: 703-4186/1  | 226 Standort KG: Osturňa Konskr.Nr.: 226 | zrubový                                          | rustikal                                                             | č. NKP: 703-4186/1 Stand des NKP: 2012-02-08 Name: DOM ĽUDOVÝ             |
|      | Datei hochladen | Scheune und Stall(sk) ObjektID: 703-4186/2                     | 226 KG: Osturňa Konskr.Nr.: 226          | zrubová; maštaľ,mlatovisko,ovčín                 | rustikal                                                             | č. NKP: 703-4186/2 Stand des NKP: 2012-02-08 Name: STODOLA S MAŠTAĽOU     |
|      | Datei hochladen | Wirtschaftsgebäude(sk) ObjektID: 703-4186/3                    | 226 KG: Osturňa Konskr.Nr.: 226          | zrubová,rámová; chliev,podšopa                   | rustikal                                                             | č. NKP: 703-4186/3 Stand des NKP: 2012-02-08 Name: STAVBA HOSPODÁRSKA     |
| BW   | Datei hochladen | Gebäude in regionaltypischem Baustil(sk) ObjektID: 703-4185/1  | 227 Standort KG: Osturňa Konskr.Nr.: 227 | zrubový                                          | rustikal                                                             | č. NKP: 703-4185/1 Stand des NKP: 2012-02-08 Name: DOM ĽUDOVÝ             |
|      | Datei hochladen | Schuppen mit Scheune(sk) ObjektID: 703-4185/3                  | 227 KG: Osturňa Konskr.Nr.: 227          | zrubová; šopa,chliev,dreváreň                    | rustikal, Holzschuppen                                               | č. NKP: 703-4185/3 Stand des NKP: 2012-02-08 Name: ŠOPA S CHLIEVOM        |
| BW   | Datei hochladen | Gebäude in regionaltypischem Baustil(sk) ObjektID: 703-4184/1  | 228 Standort KG: Osturňa Konskr.Nr.: 228 | zrubový                                          | rustikal                                                             | č. NKP: 703-4184/1 Stand des NKP: 2012-02-08 Name: DOM ĽUDOVÝ             |
|      | Datei hochladen | Scheune und Stall(sk) ObjektID: 703-4184/2                     | 228 KG: Osturňa Konskr.Nr.: 228          | zrubová; mlatovisko,bojisko                      | rustikal                                                             | č. NKP: 703-4184/2 Stand des NKP: 2012-02-08 Name: STODOLA S MAŠTAĽOU     |
|      | Datei hochladen | CHLIEVY ObjektID: 703-4184/3                                   | 228 KG: Osturňa Konskr.Nr.: 228          | zrubové; chlievy                                 | rustikal                                                             | č. NKP: 703-4184/3 Stand des NKP: 2012-02-08 Name: CHLIEVY                |
|      | Datei hochladen | Wirtschaftsgebäude(sk) ObjektID: 703-4184/4                    | 228 KG: Osturňa Konskr.Nr.: 228          | zrubová; komora,voziareň                         | rustikal, Kammer, Remise                                             | č. NKP: 703-4184/4 Stand des NKP: 2012-02-08 Name: STAVBA HOSPODÁRSKA     |
| BW   | Datei hochladen | Gebäude in regionaltypischem Baustil(sk) ObjektID: 703-4183/1  | 231 Standort KG: Osturňa Konskr.Nr.: 231 | zrubový                                          | rustikal                                                             | č. NKP: 703-4183/1 Stand des NKP: 2012-02-08 Name: DOM ĽUDOVÝ             |
|      | Datei hochladen | Scheune und Stall(sk) ObjektID: 703-4183/2                     | 231 KG: Osturňa Konskr.Nr.: 231          | zrubová; mlatovisko,záčin                        | rustikal                                                             | č. NKP: 703-4183/2 Stand des NKP: 2012-02-08 Name: STODOLA S MAŠTAĽOU     |
|      | Datei hochladen | Schuppen und Schäferei(sk) ObjektID: 703-4183/3                | 231 KG: Osturňa Konskr.Nr.: 231          | zrubová; šopa,ovčín                              | rustikal                                                             | č. NKP: 703-4183/3 Stand des NKP: 2012-02-08 Name: ŠOPA S OVČÍNOM         |
| BW   | Datei hochladen | Gebäude in regionaltypischem Baustil(sk) ObjektID: 703-4182/1  | 232 Standort KG: Osturňa Konskr.Nr.: 232 | zrubový,murovaný                                 | rustikal, Ziegel                                                     | č. NKP: 703-4182/1 Stand des NKP: 2012-02-08 Name: DOM ĽUDOVÝ             |
|      | Datei hochladen | Scheune und Stall(sk) ObjektID: 703-4182/2                     | 232 KG: Osturňa Konskr.Nr.: 232          | zrubová; plevník,mlatovisko,chliev               | rustikal                                                             | č. NKP: 703-4182/2 Stand des NKP: 2012-02-08 Name: STODOLA S MAŠTAĽOU     |
|      | Datei hochladen | Schäferei(sk) ObjektID: 703-4182/3                             | 232 KG: Osturňa Konskr.Nr.: 232          | zrubový; chliev,podšopa                          | rustikal                                                             | č. NKP: 703-4182/3 Stand des NKP: 2012-02-08 Name: OVČÍN                  |
|      | Datei hochladen | Wirtschaftsgebäude(sk) ObjektID: 703-4182/4                    | 232 KG: Osturňa Konskr.Nr.: 232          | zrubová; šopa,podšopa                            | rustikal                                                             | č. NKP: 703-4182/4 Stand des NKP: 2012-02-08 Name: STAVBA HOSPODÁRSKA     |
| BW   | Datei hochladen | Gebäude in regionaltypischem Baustil(sk) ObjektID: 703-4181/1  | 234 Standort KG: Osturňa Konskr.Nr.: 234 | zrubový                                          | rustikal                                                             | č. NKP: 703-4181/1 Stand des NKP: 2012-02-08 Name: DOM ĽUDOVÝ             |
|      | Datei hochladen | Scheune und Stall(sk) ObjektID: 703-4181/2                     | 234 KG: Osturňa Konskr.Nr.: 234          | zrubová; mlatovisko, maštaľ                      | rustikal                                                             | č. NKP: 703-4181/2 Stand des NKP: 2012-02-08 Name: STODOLA S MAŠTAĽOU     |
|      | Datei hochladen | CHLIEV ObjektID: 703-4181/3                                    | 234 KG: Osturňa Konskr.Nr.: 234          | zrubový                                          | rustikal                                                             | č. NKP: 703-4181/3 Stand des NKP: 2012-02-08 Name: CHLIEV                 |
|      | Datei hochladen | Schäferei(sk) ObjektID: 703-4181/4                             | 234 KG: Osturňa Konskr.Nr.: 234          | zrubový                                          | rustikal                                                             | č. NKP: 703-4181/4 Stand des NKP: 2012-02-08 Name: OVČÍN                  |
|      | Datei hochladen | Gebäude in regionaltypischem Baustil(sk) ObjektID: 703-4180/1  | 235 KG: Osturňa Konskr.Nr.: 235          | zrubový; starý dom                               | rustikal, altes Haus                                                 | č. NKP: 703-4180/1 Stand des NKP: 2012-02-08 Name: DOM ĽUDOVÝ             |
|      | Datei hochladen | Gebäude in regionaltypischem Baustil(sk) ObjektID: 703-4180/2  | 235 KG: Osturňa Konskr.Nr.: 235          | zrubový; nový dom                                | rustikal, neues Haus                                                 | č. NKP: 703-4180/2 Stand des NKP: 2012-02-08 Name: DOM ĽUDOVÝ             |
|      | Datei hochladen | Scheune und Stall(sk) ObjektID: 703-4180/3                     | 235 KG: Osturňa Konskr.Nr.: 235          | zrubová; maštaľ,plevník,mlatovisko,ovčí          | rustikal                                                             | č. NKP: 703-4180/3 Stand des NKP: 2012-02-08 Name: STODOLA S MAŠTAĽOU     |
| BW   | Datei hochladen | Gebäude in regionaltypischem Baustil(sk) ObjektID: 703-4179/1  | 236 Standort KG: Osturňa Konskr.Nr.: 236 | zrubový                                          | rustikal                                                             | č. NKP: 703-4179/1 Stand des NKP: 2012-02-08 Name: DOM ĽUDOVÝ             |
|      | Datei hochladen | Scheune und Stall(sk) ObjektID: 703-4179/2                     | 236 KG: Osturňa Konskr.Nr.: 236          | zrubová; mlatovisko, maštaľ,podšopa              | rustikal                                                             | č. NKP: 703-4179/2 Stand des NKP: 2012-02-08 Name: STODOLA S MAŠTAĽOU     |
|      | Datei hochladen | Wirtschaftsgebäude(sk) ObjektID: 703-4179/3                    | 236 KG: Osturňa Konskr.Nr.: 236          | zrubová; dreváreň,chliev,chliev                  | rustikal, Holzschuppen, Scheune                                      | č. NKP: 703-4179/3 Stand des NKP: 2012-02-08 Name: STAVBA HOSPODÁRSKA     |
| BW   | Datei hochladen | Gebäude in regionaltypischem Baustil(sk) ObjektID: 703-4178/1  | 237 Standort KG: Osturňa Konskr.Nr.: 237 | zrubový                                          | rustikal                                                             | č. NKP: 703-4178/1 Stand des NKP: 2012-02-08 Name: DOM ĽUDOVÝ             |
|      | Datei hochladen | Scheune und Stall(sk) ObjektID: 703-4178/2                     | 237 KG: Osturňa Konskr.Nr.: 237          | zrubová                                          | rustikal                                                             | č. NKP: 703-4178/2 Stand des NKP: 2012-02-08 Name: STODOLA S MAŠTAĽOU     |
|      | Datei hochladen | Wirtschaftsgebäude(sk) ObjektID: 703-4178/3                    | 237 KG: Osturňa Konskr.Nr.: 237          | zrubová; chlievy,ovčíny                          | rustikal, Scheune, Schäferei                                         | č. NKP: 703-4178/3 Stand des NKP: 2012-02-08 Name: STAVBA HOSPODÁRSKA     |
| BW   | Datei hochladen | Gebäude in regionaltypischem Baustil(sk) ObjektID: 703-4177/1  | 239 Standort KG: Osturňa Konskr.Nr.: 239 | zrubový                                          | rustikal                                                             | č. NKP: 703-4177/1 Stand des NKP: 2012-02-08 Name: DOM ĽUDOVÝ             |
| BW   | Datei hochladen | Gebäude in regionaltypischem Baustil(sk) ObjektID: 703-4176/1  | 241 Standort KG: Osturňa Konskr.Nr.: 241 | zrubový                                          | rustikal                                                             | č. NKP: 703-4176/1 Stand des NKP: 2012-02-08 Name: DOM ĽUDOVÝ             |
|      | Datei hochladen | Scheune(sk) ObjektID: 703-4176/2                               | 241 KG: Osturňa Konskr.Nr.: 241          | zrubová; maštaľ,humno,záčin,chliev               | rustikal                                                             | č. NKP: 703-4176/2 Stand des NKP: 2012-02-08 Name: STODOLA                |
|      | Datei hochladen | Schuppen(sk) ObjektID: 703-4176/3                              | 241 KG: Osturňa Konskr.Nr.: 241          | zrubový                                          | rustikal                                                             | č. NKP: 703-4176/3 Stand des NKP: 2012-02-08 Name: CHLIEV                 |
| BW   | Datei hochladen | Gebäude in regionaltypischem Baustil(sk) ObjektID: 703-4175/1  | 242 Standort KG: Osturňa Konskr.Nr.: 242 | zrubový                                          | rustikal                                                             | č. NKP: 703-4175/1 Stand des NKP: 2012-02-08 Name: DOM ĽUDOVÝ             |
|      | Datei hochladen | Scheune und Stall(sk) ObjektID: 703-4175/2                     | 311 KG: Osturňa Konskr.Nr.: 311          | zrubová; záčin,ovčín,humno,maštaľ                | rustikal                                                             | č. NKP: 703-4175/2 Stand des NKP: 2012-02-08 Name: STODOLA S MAŠTAĽOU I.  |
|      | Datei hochladen | Scheune und Stall(sk) ObjektID: 703-4175/3                     | 242 KG: Osturňa Konskr.Nr.: 242          | zrubová; stará stodola                           | rustikal, alte Scheune                                               | č. NKP: 703-4175/3 Stand des NKP: 2012-02-08 Name: STODOLA S MAŠTAĽOU II. |
| BW   | Datei hochladen | Gebäude in regionaltypischem Baustil(sk) ObjektID: 703-4174/1  | 243 Standort KG: Osturňa Konskr.Nr.: 243 | zrubový                                          | rustikal                                                             | č. NKP: 703-4174/1 Stand des NKP: 2012-02-08 Name: DOM ĽUDOVÝ             |
|      | Datei hochladen | Scheune und Stall(sk) ObjektID: 703-4174/2                     | 243 KG: Osturňa Konskr.Nr.: 243          | zrubová; chliev,záčin,ovčín,humno,mašta          | rustikal                                                             | č. NKP: 703-4174/2 Stand des NKP: 2012-02-08 Name: STODOLA S MAŠTAĽOU     |
|      | Datei hochladen | Schuppen(sk) ObjektID: 703-4174/3                              | 243 KG: Osturňa Konskr.Nr.: 243          | zrubový                                          | rustikal                                                             | č. NKP: 703-4174/3 Stand des NKP: 2012-02-08 Name: CHLIEV                 |
| BW   | Datei hochladen | Gebäude in regionaltypischem Baustil(sk) ObjektID: 703-4173/1  | 244 Standort KG: Osturňa Konskr.Nr.: 244 | zrubový                                          | rustikal                                                             | č. NKP: 703-4173/1 Stand des NKP: 2012-02-08 Name: DOM ĽUDOVÝ             |
|      | Datei hochladen | Scheune und Stall(sk) ObjektID: 703-4173/2                     | 244 KG: Osturňa Konskr.Nr.: 244          | zrubová; maštaľ,mlatovisko,záčin                 | rustikal                                                             | č. NKP: 703-4173/2 Stand des NKP: 2012-02-08 Name: STODOLA S MAŠTAĽOU     |
| BW   | Datei hochladen | Gebäude in regionaltypischem Baustil(sk) ObjektID: 703-4172/1  | 245 Standort KG: Osturňa Konskr.Nr.: 245 | zrubový                                          | rustikal                                                             | č. NKP: 703-4172/1 Stand des NKP: 2012-02-08 Name: DOM ĽUDOVÝ             |
|      | Datei hochladen | Scheune und Stall(sk) ObjektID: 703-4172/2                     | 245 KG: Osturňa Konskr.Nr.: 245          | zrubová                                          | rustikal                                                             | č. NKP: 703-4172/2 Stand des NKP: 2012-02-08 Name: STODOLA S MAŠTAĽOU     |
|      | Datei hochladen | CHLIEV S PODŠOPOM ObjektID: 703-4172/3                         | 245 KG: Osturňa Konskr.Nr.: 245          | zrubový; podšop s pivnicou?                      | rustikal,                                                            | č. NKP: 703-4172/3 Stand des NKP: 2012-02-08 Name: CHLIEV S PODŠOPOM      |
|      | Datei hochladen | MAŠTAĽ S DREVÁRŇOU ObjektID: 703-4172/4                        | 245 KG: Osturňa Konskr.Nr.: 245          | zrubová                                          |                                                                      | č. NKP: 703-4172/4 Stand des NKP: 2012-02-08 Name: MAŠTAĽ S DREVÁRŇOU     |
| BW   | Datei hochladen | Gebäude in regionaltypischem Baustil(sk) ObjektID: 703-4171/1  | 246 Standort KG: Osturňa Konskr.Nr.: 246 | zrubový                                          |                                                                      | č. NKP: 703-4171/1 Stand des NKP: 2012-02-08 Name: DOM ĽUDOVÝ             |
|      | Datei hochladen | Scheune(sk) ObjektID: 703-4171/2                               | 246 KG: Osturňa Konskr.Nr.: 246          | zrubová; mlatovisko,záčin                        |                                                                      | č. NKP: 703-4171/2 Stand des NKP: 2012-02-08 Name: STODOLA                |
| BW   | Datei hochladen | Gebäude in regionaltypischem Baustil(sk) ObjektID: 703-4170/1  | 247 Standort KG: Osturňa Konskr.Nr.: 247 | zrubový                                          |                                                                      | č. NKP: 703-4170/1 Stand des NKP: 2012-02-08 Name: DOM ĽUDOVÝ             |
|      | Datei hochladen | Scheune und Stall(sk) ObjektID: 703-4170/2                     | 247 KG: Osturňa Konskr.Nr.: 247          | zrubová; maštaľ,plevník,mlatovisko               |                                                                      | č. NKP: 703-4170/2 Stand des NKP: 2012-02-08 Name: STODOLA S MAŠTAĽOU     |
|      | Datei hochladen | Schuppen(sk) ObjektID: 703-4170/3                              | 247 KG: Osturňa Konskr.Nr.: 247          | zrubový                                          | rustikal                                                             | č. NKP: 703-4170/3 Stand des NKP: 2012-02-08 Name: CHLIEV                 |
| BW   | Datei hochladen | Gebäude in regionaltypischem Baustil(sk) ObjektID: 703-10354/1 | 248 Standort KG: Osturňa Konskr.Nr.: 248 | zrubový                                          | rustikal                                                             | č. NKP: 703-10354/1 Stand des NKP: 2012-02-08 Name: DOM ĽUDOVÝ            |
|      | Datei hochladen | Scheune und Stall(sk) ObjektID: 703-10354/2                    | 248 KG: Osturňa Konskr.Nr.: 248          | zrubová                                          | rustikal                                                             | č. NKP: 703-10354/2 Stand des NKP: 2012-02-08 Name: STODOLA S MAŠTAĽOU    |
| BW   | Datei hochladen | Gebäude in regionaltypischem Baustil(sk) ObjektID: 703-4169/1  | 249 Standort KG: Osturňa Konskr.Nr.: 249 | zrubový                                          | rustikal                                                             | č. NKP: 703-4169/1 Stand des NKP: 2012-02-08 Name: DOM ĽUDOVÝ             |
|      | Datei hochladen | Scheune und Stall(sk) ObjektID: 703-4169/2                     | 249 KG: Osturňa Konskr.Nr.: 249          | zrubová; ovčín,záčin,mlatovisko,maštaľ           | rustikal, Schäferei                                                  | č. NKP: 703-4169/2 Stand des NKP: 2012-02-08 Name: STODOLA S MAŠTAĽOU     |
|      | Datei hochladen | Schuppen(sk) ObjektID: 703-4169/3                              | 249 KG: Osturňa Konskr.Nr.: 249          | zrubový; chliev                                  | rustikal                                                             | č. NKP: 703-4169/3 Stand des NKP: 2012-02-08 Name: CHLIEV                 |
|      | Datei hochladen | hölzerner Stall(sk) ObjektID: 703-4169/4                       | 249 KG: Osturňa Konskr.Nr.: 249          | zrubová; maštaľ                                  | rustikal                                                             | č. NKP: 703-4169/4 Stand des NKP: 2012-02-08 Name: MAŠTAĽ S DREVÁRŇOU     |
| BW   | Datei hochladen | Gebäude in regionaltypischem Baustil(sk) ObjektID: 703-4167/1  | 253 Standort KG: Osturňa Konskr.Nr.: 253 | zrubový                                          | rustikal                                                             | č. NKP: 703-4167/1 Stand des NKP: 2012-02-08 Name: DOM ĽUDOVÝ             |
|      | Datei hochladen | Scheune und Stall(sk) ObjektID: 703-4167/2                     | 253 KG: Osturňa Konskr.Nr.: 253          | zrubová; maštaľ,plevník,bojisko,záčin            | rustikal                                                             | č. NKP: 703-4167/2 Stand des NKP: 2012-02-08 Name: STODOLA S MAŠTAĽOU     |
|      | Datei hochladen | Wirtschaftsgebäude(sk) ObjektID: 703-4167/3                    | 253 KG: Osturňa Konskr.Nr.: 253          | zrubová; stará stodola-časť maštaľ,ovčí          | rustikal, alte Scheune, Schäferei                                    | č. NKP: 703-4167/3 Stand des NKP: 2012-02-08 Name: STAVBA HOSPODÁRSKA     |
|      | Datei hochladen | Wirtschaftsgebäude(sk) ObjektID: 703-4167/4                    | 253 KG: Osturňa Konskr.Nr.: 253          | zrubová; chlievik                                | rustikal                                                             | č. NKP: 703-4167/4 Stand des NKP: 2012-02-08 Name: STAVBA HOSPODÁRSKA     |
|      | Datei hochladen | Wirtschaftsgebäude(sk) ObjektID: 703-4167/5                    | 253 KG: Osturňa Konskr.Nr.: 253          | zrubová; chliev,podsieň,senník                   | rustikal                                                             | č. NKP: 703-4167/5 Stand des NKP: 2012-02-08 Name: STAVBA HOSPODÁRSKA     |
|      | Datei hochladen | Mühle(sk) ObjektID: 703-4167/6                                 | 253 KG: Osturňa Konskr.Nr.: 253          | kamenná                                          | steinern                                                             | č. NKP: 703-4167/6 Stand des NKP: 2012-02-08 Name: VYHŇA KOVÁČSKA         |
|      | Datei hochladen | Gebäude in regionaltypischem Baustil(sk) ObjektID: 703-4166/1  | 254 KG: Osturňa Konskr.Nr.: 254          | zrubový                                          | rustikal                                                             | č. NKP: 703-4166/1 Stand des NKP: 2012-02-08 Name: DOM ĽUDOVÝ             |
|      | Datei hochladen | Scheune und Stall(sk) ObjektID: 703-4166/2                     | 254 KG: Osturňa Konskr.Nr.: 254          | zrubový                                          | rustikal                                                             | č. NKP: 703-4166/2 Stand des NKP: 2012-02-08 Name: STODOLA S MAŠTAĽOU     |
|      | Datei hochladen | Scheune und Stall(sk) ObjektID: 703-4166/3                     | 254 KG: Osturňa Konskr.Nr.: 254          | zrubová                                          | rustikal                                                             | č. NKP: 703-4166/3 Stand des NKP: 2012-02-08 Name: STODOLA S MAŠTAĽOU     |
| BW   | Datei hochladen | Gebäude in regionaltypischem Baustil(sk) ObjektID: 703-10355/1 | 256 Standort KG: Osturňa Konskr.Nr.: 256 | zrubový                                          | rustikal                                                             | č. NKP: 703-10355/1 Stand des NKP: 2012-02-08 Name: DOM ĽUDOVÝ            |
|      | Datei hochladen | Scheune und Stall(sk) ObjektID: 703-10355/2                    | 256 KG: Osturňa Konskr.Nr.: 256          | zrubová; ovčín,záčin,mlatovisko,záčin            | rustikal                                                             | č. NKP: 703-10355/2 Stand des NKP: 2012-02-08 Name: STODOLA S MAŠTAĽOU    |
| BW   | Datei hochladen | Gebäude in regionaltypischem Baustil(sk) ObjektID: 703-10357/1 | 260 Standort KG: Osturňa Konskr.Nr.: 260 | zrubový                                          | rustikal                                                             | č. NKP: 703-10357/1 Stand des NKP: 2012-02-08 Name: DOM ĽUDOVÝ            |
|      | Datei hochladen | Scheune und Stall(sk) ObjektID: 703-10357/2                    | 260 KG: Osturňa Konskr.Nr.: 260          | zrubová                                          | rustikal                                                             | č. NKP: 703-10357/2 Stand des NKP: 2012-02-08 Name: STODOLA S MAŠTAĽOU    |
| BW   | Datei hochladen | Gebäude in regionaltypischem Baustil(sk) ObjektID: 703-4165/1  | 262 Standort KG: Osturňa Konskr.Nr.: 262 | zrubový                                          | rustikal                                                             | č. NKP: 703-4165/1 Stand des NKP: 2012-02-08 Name: DOM ĽUDOVÝ             |
|      | Datei hochladen | Scheune und Stall(sk) ObjektID: 703-4165/2                     | 262 KG: Osturňa Konskr.Nr.: 262          | zrubová; ovčín,záčin,mlatovisko,maštaľ           | rustikal, Schäferei                                                  | č. NKP: 703-4165/2 Stand des NKP: 2012-02-08 Name: STODOLA S MAŠTAĽOU     |
|      | Datei hochladen | CHLIEV ObjektID: 703-4165/3                                    | 262 KG: Osturňa Konskr.Nr.: 262          | zrubový                                          | rustikal                                                             | č. NKP: 703-4165/3 Stand des NKP: 2012-02-08 Name: CHLIEV                 |
| BW   | Datei hochladen | Gebäude in regionaltypischem Baustil(sk) ObjektID: 703-4164/1  | 265 Standort KG: Osturňa Konskr.Nr.: 265 | zrubový                                          | rustikal                                                             | č. NKP: 703-4164/1 Stand des NKP: 2012-02-08 Name: DOM ĽUDOVÝ I.          |
|      | Datei hochladen | Scheune und Stall(sk) ObjektID: 703-4164/2                     | 265 KG: Osturňa Konskr.Nr.: 265          | zrubová; maštaľ,podšopa,ovčín,bojisko            | rustikal                                                             | č. NKP: 703-4164/2 Stand des NKP: 2012-02-08 Name: STODOLA S MAŠTAĽOU     |
|      | Datei hochladen | Wirtschaftsgebäude(sk) ObjektID: 703-4164/3                    | 265 KG: Osturňa Konskr.Nr.: 265          | zrubová; chlievy,dreváreň,podšopa                | rustikal, Scheune, Holzschuppen                                      | č. NKP: 703-4164/3 Stand des NKP: 2012-02-08 Name: STAVBA HOSPODÁRSKA     |
|      | Datei hochladen | Gebäude in regionaltypischem Baustil(sk) ObjektID: 703-4164/4  | 265 KG: Osturňa Konskr.Nr.: 265          | zrubový                                          | rustikal                                                             | č. NKP: 703-4164/4 Stand des NKP: 2012-02-08 Name: DOM ĽUDOVÝ II.         |
| BW   | Datei hochladen | Gebäude in regionaltypischem Baustil(sk) ObjektID: 703-4163/1  | 266 Standort KG: Osturňa Konskr.Nr.: 266 | zrubový                                          | rustikal                                                             | č. NKP: 703-4163/1 Stand des NKP: 2012-02-08 Name: DOM ĽUDOVÝ             |
|      | Datei hochladen | Scheune und Stall(sk) ObjektID: 703-4163/2                     | 266 KG: Osturňa Konskr.Nr.: 266          | zrubová; maštaľ,bojisko,záčin                    | rustikal                                                             | č. NKP: 703-4163/2 Stand des NKP: 2012-02-08 Name: STODOLA S MAŠTAĽOU     |
| BW   | Datei hochladen | Gebäude in regionaltypischem Baustil(sk) ObjektID: 703-4162/1  | 267 Standort KG: Osturňa Konskr.Nr.: 267 | zrubový                                          | rustikal                                                             | č. NKP: 703-4162/1 Stand des NKP: 2012-02-08 Name: DOM ĽUDOVÝ             |
|      | Datei hochladen | Scheune und Stall(sk) ObjektID: 703-4162/2                     | 267 KG: Osturňa Konskr.Nr.: 267          | zrubová; maštaľ,plevník,mlatovisko,ovčí          | rustikal                                                             | č. NKP: 703-4162/2 Stand des NKP: 2012-02-08 Name: STODOLA S MAŠTAĽOU     |
|      | Datei hochladen | Wirtschaftsgebäude(sk) ObjektID: 703-4162/3                    | 267 KG: Osturňa Konskr.Nr.: 267          | zrubová; chlievy                                 | rustikal                                                             | č. NKP: 703-4162/3 Stand des NKP: 2012-02-08 Name: STAVBA HOSPODÁRSKA     |
|      | Datei hochladen | SENNÍK ObjektID: 703-4162/4                                    | 267 KG: Osturňa Konskr.Nr.: 267          | zrubový; senník s pivnicou                       | rustikal, Heuboden mit Keller                                        | č. NKP: 703-4162/4 Stand des NKP: 2012-02-08 Name: SENNÍK                 |
| BW   | Datei hochladen | Gebäude in regionaltypischem Baustil(sk) ObjektID: 703-4161/1  | 268 Standort KG: Osturňa Konskr.Nr.: 268 | zrubový                                          | rustikal                                                             | č. NKP: 703-4161/1 Stand des NKP: 2012-02-08 Name: DOM ĽUDOVÝ             |
|      | Datei hochladen | Scheune und Stall(sk) ObjektID: 703-4161/2                     | 268 KG: Osturňa Konskr.Nr.: 268          | zrubová; maštaľ,mlatovisko.maštaľ,plevn          | rustikal                                                             | č. NKP: 703-4161/2 Stand des NKP: 2012-02-08 Name: STODOLA S MAŠTAĽOU     |
|      | Datei hochladen | Wirtschaftsgebäude(sk) ObjektID: 703-4161/3                    | 268 KG: Osturňa Konskr.Nr.: 268          | zrubová; chliev,dielňa                           | rustikal, Scheune, Werkstatt                                         | č. NKP: 703-4161/3 Stand des NKP: 2012-02-08 Name: STAVBA HOSPODÁRSKA     |
| BW   | Datei hochladen | Gebäude in regionaltypischem Baustil(sk) ObjektID: 703-4159/1  | 273 Standort KG: Osturňa Konskr.Nr.: 273 | zrubový                                          | rustikal                                                             | č. NKP: 703-4159/1 Stand des NKP: 2012-02-08 Name: DOM ĽUDOVÝ             |
|      | Datei hochladen | Scheune und Stall(sk) ObjektID: 703-4159/2                     | 273 KG: Osturňa Konskr.Nr.: 273          | zrubová; maštaľ,bojisko,záčin                    | rustikal                                                             | č. NKP: 703-4159/2 Stand des NKP: 2012-02-08 Name: STODOLA S MAŠTAĽOU     |
|      | Datei hochladen | Wirtschaftsgebäude(sk) ObjektID: 703-4159/3                    | 273 KG: Osturňa Konskr.Nr.: 273          | zrubová                                          | rustikal                                                             | č. NKP: 703-4159/3 Stand des NKP: 2012-02-08 Name: STAVBA HOSPODÁRSKA     |
| BW   | Datei hochladen | Gebäude in regionaltypischem Baustil(sk) ObjektID: 703-4158/1  | 274 Standort KG: Osturňa Konskr.Nr.: 274 | zrubový                                          | rustikal                                                             | č. NKP: 703-4158/1 Stand des NKP: 2012-02-08 Name: DOM ĽUDOVÝ             |
|      | Datei hochladen | Scheune und Stall(sk) ObjektID: 703-4158/2                     | 274 KG: Osturňa Konskr.Nr.: 274          | zrubová; záčin,bojisko,maštaľ                    | rustikal                                                             | č. NKP: 703-4158/2 Stand des NKP: 2012-02-08 Name: STODOLA S MAŠTAĽOU     |
|      | Datei hochladen | Wirtschaftsgebäude(sk) ObjektID: 703-4158/3                    | 274 KG: Osturňa Konskr.Nr.: 274          | zrubová; ovčín,chlievy                           | rustikal, Schäferei, Scheune                                         | č. NKP: 703-4158/3 Stand des NKP: 2012-02-08 Name: STAVBA HOSPODÁRSKA     |
| BW   | Datei hochladen | Gebäude in regionaltypischem Baustil(sk) ObjektID: 703-4157/1  | 275 Standort KG: Osturňa Konskr.Nr.: 275 | zrubový                                          | rustikal                                                             | č. NKP: 703-4157/1 Stand des NKP: 2012-02-08 Name: DOM ĽUDOVÝ             |
|      | Datei hochladen | Scheune und Stall(sk) ObjektID: 703-4157/2                     | 275 KG: Osturňa Konskr.Nr.: 275          | zrubová; maštaľ,bojisko,záčin                    | rustikal                                                             | č. NKP: 703-4157/2 Stand des NKP: 2012-02-08 Name: STODOLA S MAŠTAĽOU     |
|      | Datei hochladen | Wirtschaftsgebäude(sk) ObjektID: 703-4157/3                    | 275 KG: Osturňa Konskr.Nr.: 275          | zrubová,rámová; ovčín,dreváreň                   | rustikal, Rahmen, Schäferei, Holzschuppen                            | č. NKP: 703-4157/3 Stand des NKP: 2012-02-08 Name: STAVBA HOSPODÁRSKA     |
|      | Datei hochladen | Gebäude in regionaltypischem Baustil(sk) ObjektID: 703-4156/1  | 276 KG: Osturňa Konskr.Nr.: 276          | zrubový                                          | rustikal                                                             | č. NKP: 703-4156/1 Stand des NKP: 2012-02-08 Name: DOM ĽUDOVÝ             |
|      | Datei hochladen | Scheune und Stall(sk) ObjektID: 703-4156/2                     | 276 KG: Osturňa Konskr.Nr.: 276          | zrubová; záčin,ovčín,bojisko,plevník             | rustikal                                                             | č. NKP: 703-4156/2 Stand des NKP: 2012-02-08 Name: STODOLA S MAŠTAĽOU     |
|      | Datei hochladen | Wirtschaftsgebäude(sk) ObjektID: 703-4156/3                    | 276 KG: Osturňa Konskr.Nr.: 276          | zrubová; chliev,dreváreň                         | rustikal, Scheune, Holzschuppen                                      | č. NKP: 703-4156/3 Stand des NKP: 2012-02-08 Name: STAVBA HOSPODÁRSKA     |
| BW   | Datei hochladen | Gebäude in regionaltypischem Baustil(sk) ObjektID: 703-4155/1  | 277 Standort KG: Osturňa Konskr.Nr.: 277 | zrubový                                          | rustikal                                                             | č. NKP: 703-4155/1 Stand des NKP: 2012-02-08 Name: DOM ĽUDOVÝ             |
|      | Datei hochladen | Scheune und Stall(sk) ObjektID: 703-4155/2                     | 277 KG: Osturňa Konskr.Nr.: 277          | zrubový; maštaľ,bojisko,záčin                    | rustikal                                                             | č. NKP: 703-4155/2 Stand des NKP: 2012-02-08 Name: STODOLA S MAŠTAĽOU     |
|      | Datei hochladen | Wirtschaftsgebäude(sk) ObjektID: 703-4155/3                    | 277 KG: Osturňa Konskr.Nr.: 277          | zrubový; chliev                                  | rustikal                                                             | č. NKP: 703-4155/3 Stand des NKP: 2012-02-08 Name: STAVBA HOSPODÁRSKA     |
|      | Datei hochladen | Gebäude in regionaltypischem Baustil(sk) ObjektID: 703-4154/1  | 278 KG: Osturňa Konskr.Nr.: 278          | zrubový                                          | rustikal                                                             | č. NKP: 703-4154/1 Stand des NKP: 2012-02-08 Name: DOM ĽUDOVÝ             |
|      | Datei hochladen | Scheune und Stall(sk) ObjektID: 703-4154/2                     | 278 KG: Osturňa Konskr.Nr.: 278          | zrubová; maštaľ,plevník,mlatovisko               | rustikal                                                             | č. NKP: 703-4154/2 Stand des NKP: 2012-02-08 Name: STODOLA S MAŠTAĽOU     |

## Legende
Die Tabelle enthält im Einzelnen folgende Informationen:
| Foto:                    | Fotografie des Denkmals. |
| Denkmal / č. ÚZPF:       | Die Übersetzung der Bezeichnung des Denkmals, wie sie vom Slowakischen Denkmalamt (Pamiatkový úrad Slovenskej republiky) verwendet wird. Die Originalbezeichnung ist unter dem Fragezeichen angegeben. Fehlt die Übersetzung, so wird die Originalbezeichnung direkt angezeigt. Weiters ist die Objekt-Identifikationsnummer (Objekt ID) angeführt. Sie ist die offizielle, in der Slowakei eindeutige Nummer č. ÚZPF inklusive der zugehörigen Zählnummer, wie sie in den Daten des Denkmalamtes angegeben wird. Da diese nur innerhalb eines Landkreises gezählt wird, ist dessen Nummer der Denkmalnummer vorangestellt. |
| Standort:                | Wenn in der Liste vorhanden, ist die Adresse angegeben. In Klammern kann sich noch eine zusätzliche Adresse befinden, wenn es beispielsweise ein Eckhaus ist. Bei freistehenden Objekten ohne Adresse (zum Beispiel bei Bildstöcken) ist eine Adresse angegeben, die in der Nähe des Objekts liegt. Durch Aufruf des Links Standort wird die Lage des Denkmals in verschiedenen Kartenprojekten angezeigt. Darunter sind die Katastralgemeinde (KG) und, wenn vorhanden, die Konskriptionsnummer (Konskr. Nr.) angegeben.                                                                                                   |
| Offizielle Beschreibung: | Es ist die Kurzbeschreibung auf Slowakisch, wie sie in den offiziellen Listen angegeben ist, eingetragen. |
| Beschreibung:            | Kurze Angaben zum Denkmal auf Deutsch. |
| Metadaten:               | Zusätzlich werden, wenn in den persönlichen Einstellungen das Helferlein Dauerhaftes Einblenden von Metadaten aktiviert ist, ebensolche angezeigt. |

- Karte mit allen Koordinaten:
- OSM |
- WikiMap